# De Eetfabriek
De Eetfabriek was een Nederlandse documentaire tv-serie, die tussen 1997 en 2000 werd uitgezonden door de NPS. Het programma was bedoeld om, op andere manier dan andere consumentenprogramma's, achtergronden bij de Nederlandse voedselproductie en eetcultuur te laten zien.
De onderwerpen varieerden van bio-industrie en horeca gewoonten tot marketing en voedselverspilling, in een 'format' naar het idee van de NPS-programma-directeur Carel Kuyl. Hij stelde een team samen bestaande uit de producers Henriëtte Theunissen, Frank Pol, Linda van Heelsbergen, Stephanie de Beer en de regisseurs Theo Uittenbogaard, Jahaga Bosscha en Gerda Jansen Hendriks. Kuyl zelf regisseerde twee van de laatste uitzendingen van de serie. De presentator is vakdocent en chef-kok Pierre Wind.

## Afleveringen
1997
- 1. Smakelijk Eten (NPS, 14 juli 1997, Theo Uittenbogaard)

over industriële smaakmakers en additieven, met smaaklessen door Johannes van Dam
- 2. Lekker is Duur  (NPS, 20 juli 1997, Jahaga Bosscha)

over de prijs van uit-eten en dure ingrediënten o.a. met 'luxe'slager Fred de Leeuw
- 3. Prettige Feestdagen (NPS, 1 december 1997, Theo Uittenbogaard)

over de fotografie en productie van kerstmenu's en oliebollen, in de maand september voorafgaand aan 'de feestdagen'
- 4. Massa is Kassa  (NPS, 16 december 1997, Jahaga Bosscha)

over snoep en suikerconsumptie
- 5. Met Goud Bekroond (NPS, 23 december 1997, Jahaga Bosscha)

over competitie en onderscheidingen in de voedselwereld, van de Slavakto tot de 'Gouden Champignon'
- 6. Kiplekker  (NPS, 29 december 1997, Theo Uittenbogaard)

over de productie van eieren en kippen in de bio-industrie
1998
- 1. Nieuw (NPS, 4 december 1998, Gerda Jansen Hendriks)

over marketing en 'schapruimte' voor vernieuwde en nieuwe artikelen en de macht van de grootgrutter
- 2. De Keuken van Nederland (NPS, 10 december 1998, Jahaga Bosscha)

over gemaksvoedsel, kant-en-klaar producten en pizza-bezorgers
- 3. Hollands Glorie (NPS, 17 december 1998, Gerda Jansen Hendriks)

over visverkoop en de promotie van vis
- 4. Wereldhutspot  (NPS, 15 januari 1999, Jahaga Bosscha)

over de exotische keuken, Aziatische producten, een sushi-fabrikant, een fabriek van koosjer voedsel, een Surinaamse toko, een islamitische slagerij/supermarkt, een Bedoeïenen restaurant, een Ethiopisch restaurant en een Zuid-Afrikaans restaurant
2000
- 1. De Afvalrace  (NPS, 30 juni 2000, Theo Uittenbogaard)

over afvallen en diëten, een bezoek aan Disneyland en de grootste dieet-voedingsbeurs in Los Angeles, met een interview met de dieet-goeroe Robert Atkins
- 2. Eten in Afrika (NPS, 7 juli 2000, Theo Uittenbogaard)

met een bezoek aan Rob van Zijst, die het Impala Hotel in Arusha, Tanzania, adviseert over de samenstelling van het toeristen-menu
en waarin Pierre Wind op safari gaat
- 3.  De Bintje Show (NPS, 14 juli 2000, Theo Uittenbogaard)

over de veredeling, verwerking en consumptie van de aardappel, met topkok en aardappelliefhebber John Halvemaan
- 4. De Smaak van Water (NPS, 21 juli 2000, Jahaga Bosscha)

over de marketing en verkoop van bronwater, dat kraanwater blijkt te zijn
- 5.  Alles naar wens ? (NPS, 27 juli 2000, Theo Uittenbogaard)

over het niveau van de bediening in Nederlandse restaurants, met Johannes van Dam
- 6.
- 7. Vieze praatjes (NPS, 10 augustus 2000, Carel Kuyl)

over onhygiënische toestanden in de horeca en orgaanvlees
- 8. Het Varken - de vleesfabriek (NPS, 17 augustus 2000, Richard Vierbergen)

over varkens fokken, slachten, en het hebben van een huisvarken, een supermarkt en een hammendrogerij in Italië
- 9. De Consumptiemaatschappij (NPS, 24 augustus 2000, Theo Uittenbogaard)

over de enorme hoeveelheid voedsel, die wordt weggegooid in restaurant en supermarkt
- 10. Japan (NPS, 31 augustus 2000, Carel Kuyl)

over de Japanse keuken, soja, sushi en de visconsumptie in Japan